# Carrier Air Wing Nineteen
19ème Escadre aérienne embarquée
Le Carrier Air Wing Nineteen ou CVW-19, était une escadre aérienne embarquée de l'US Navy. Mise en service en août 1943 elle a été dissoute le 30 juin 1977.

## Historique

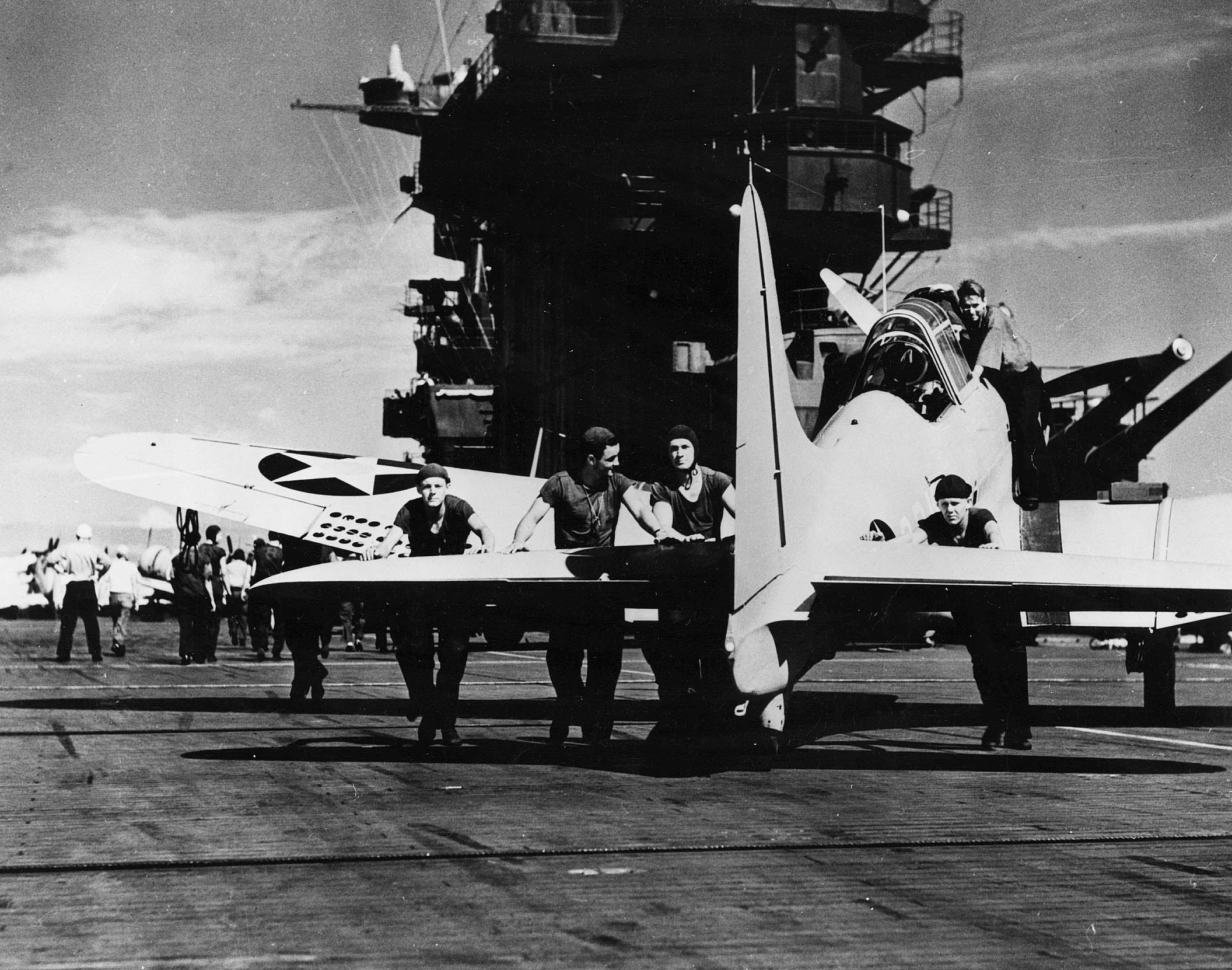
SBD Dauntless sur USS Lexington en 1941

L'US Navy a organisé pour la première fois les escadrons embarqués à bord des porte-avions en groupes aériens en 1938. Le groupe aérien portait le nom du porte-avions ; le Lexington Air Group, origine de cet escadron, a servi à bord de l'USS Lexington (CV-2),. En 1942, les groupes aériens étaient numérotés, portant le même numéro que leur porte-avions. 
Devenu CVG-9 a été embarqué à bord de l'USS Essex (CV-9) pour son premier déploiement le 31 août 1943 et pour un second en janvier 1944. Le CVG-19 a été renommé Carrier Air Wing Nineteen (CVW-19) le 20 décembre 1963
Il a pris part aux batailles de la Seconde Guerre mondiale dans le golfe de Leyte, Guam, Palau, Morotai et des débarquements à Leyte. Il a participé à des frappes sur les îles Caroline et les Philippines, Bonin, Formosa, Luzon et Okinawa. Le CVG-19 a reçu la Presidential Unit Citation pour sa participation à ces engagements alors qu'il était embarqué à bord de l'USS Lexington.

### Premier déploiementLexington Air Group(1938)
- Fighter Squadron 2 (VF-2)  : Grumman F2F
- Attack Squadron 2 (VB-2) : Douglas SBD Dauntless
- Torpedo Squadron 2 (VT-2) : Douglas TBD Devastator
- Scout Squadron 2 (VS-2) : Vought SBU Corsair

### Premier déploiementCVG-9(1943)
- Fighter Squadron 9 (VF-9) : Grumman F6F Hellcat
- Bombing Squadron 9 (VB-9) : Douglas SBD Dauntless
- Torpedo Squadron 9 (VT-9) : Grumman TBF Avenger

### Déploiements
- USS Antietam  (CV-36) (1943),
- USS Yorktown (CV-10) (1945 et 1947),
- USS Boxer (CV-21) (1950),
- USS Princeton (CV-37) (1950 à 1952),

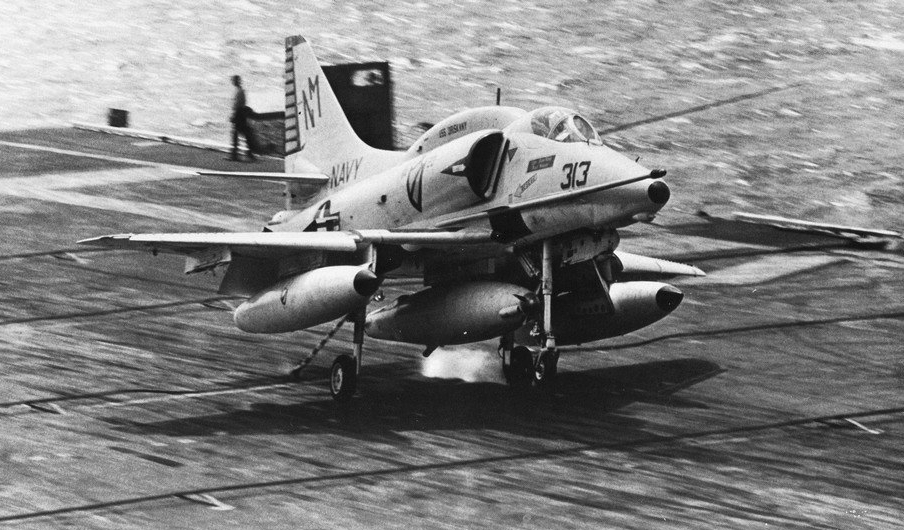
A-4F du CVW-19 sur l'Oriskany en 1969

- USS Oriskany (CVA-34) (1953 à 1956) et (1969 à 1974),
- USS Ticonderoga (CV-14) (1957-58) et (1966-68),
- USS Bon Homme Richard (CV-31) (1958-63) et (1964-66)
- USS Yorktown (CV-10) (1945 et 1947) (1963 à 1966),
- USS Franklin D. Roosevelt (CV-42) (1976-77)